# Гершель (космический телескоп)
Косми́ческий телеско́п «Гершель» (англ. Herschel Space Observatory), ранее FIRST (англ. Far Infrared and Submillimetre Telescope) — астрономический спутник, созданный ЕКА. Первоначально предложен консорциумом европейских учёных в 1982 году. Запуск состоялся 14 мая 2009 года, в 13:12 по UTC с космодрома Куру с помощью ракеты-носителя «Ариан-5». Миссия названа в честь сэра Уильяма Гершеля, первого исследователя инфракрасного спектра. До запуска космического телескопа Джеймс Уэбб в декабре 2021 года, являлся самым крупным космическим инфракрасным телескопом, и космическим телескопом с самым большим зеркалом (у Джеймса Уэбба сегментированное зеркало общим диаметром 6,5 метра, но монолитное зеркало самое большое всё ещё у Гершеля 3,5 метра), из когда-либо запущенных человечеством в космос.
Спутник размещён на гелиоцентрической орбите вблизи второй точки Лагранжа (L2) системы Земля — Солнце. Вместе с телескопом «Гершель» этой же ракетой-носителем был выведен на орбиту астрономический спутник «Планк». Стоимость проекта (со стоимостью объединённого запуска) составляет примерно 1,1 миллиарда евро.

## Оборудование
Телескоп «Гершель» — первая космическая обсерватория для полномасштабного изучения инфракрасного излучения в космосе. До запуска космического телескопа имени Джеймса Уэбба в 2021 году «Гершель» был самым крупным космическим телескопом, работающим в инфракрасном спектре с зеркалом в  3,5 м. Зеркало отполировано в мастерской обсерватории Туорла в Финляндии фирмой Opteon. Материалом для зеркала послужил карбид кремния — благодаря этому его вес составил лишь 300 кг при толщине 20 см (зеркало из традиционных материалов весило бы 1,5 тонны). Кроме того, физические свойства карбида кремния позволяют контролировать форму зеркала с точностью до 10 мкм. Зеркало «склеено» из 12 элементов. Излучение фокусируется на три прибора с датчиками, имеющими температуру ниже 2 K. Датчики охлаждаются жидким гелием при низком давлении, что позволяет понизить его температуру кипения до 1,4 K (по сравнению с 4,2 K при атмосферном давлении). Время работы спутника на орбите ограничено количеством гелия на его борту (2300 литров).
Датчики телескопа:
- Фотокамера со спектрометром низкого разрешения (англ. Photodetecting Array Camera and Spectrometer, PACS). Диапазон спектрометра по длине волны — от 55 до 210 микрометров; спектральное разрешение R — от 1000 до 5000; чувствительность — на уровне −63 дБ. Фотокамера способна давать одновременно изображения в двух диапазонах: 60—85/85—130 мкм и 130—210 мкм при спектральной плотности потока излучения в несколько миллиянских.
- Приёмник спектральных и фотометрических изображений (англ. Spectral and Photometric Imaging Receiver, SPIRE). Спектрометр низкого разрешения на диапазон длин волн 194—672 мкм. Спектральное разрешение R — от 40 до 1000 (на длине волны 250 мкм). Спектрометр способен фиксировать объекты со спектральной плотностью потока 100 мЯн для точечных источников и 500 мЯн — для протяжённых. Фотокамера имеет три элемента на длины волн 250, 350 и 500 мкм, с числом точек (пикселей) 139, 88 и 43, соответственно. Она способна фиксировать точечные объекты с плотностью потока 2 мЯн и протяжённые объекты с плотностью потока 4—9 мЯн. Прототип этого устройства прошёл проверку на высотном стратостате «BLAST»[англ.].
- Гетеродинный датчик для излучения в дальнем инфракрасном диапазоне (англ. Heterodyne Instrument for the Far Infrared, HIFI). Этот спектрограф имеет очень высокое спектральное разрешение — на уровне R=107. Имеет два рабочих диапазона: от 157 до 212 мкм и от 240 до 625 мкм.

## Цели

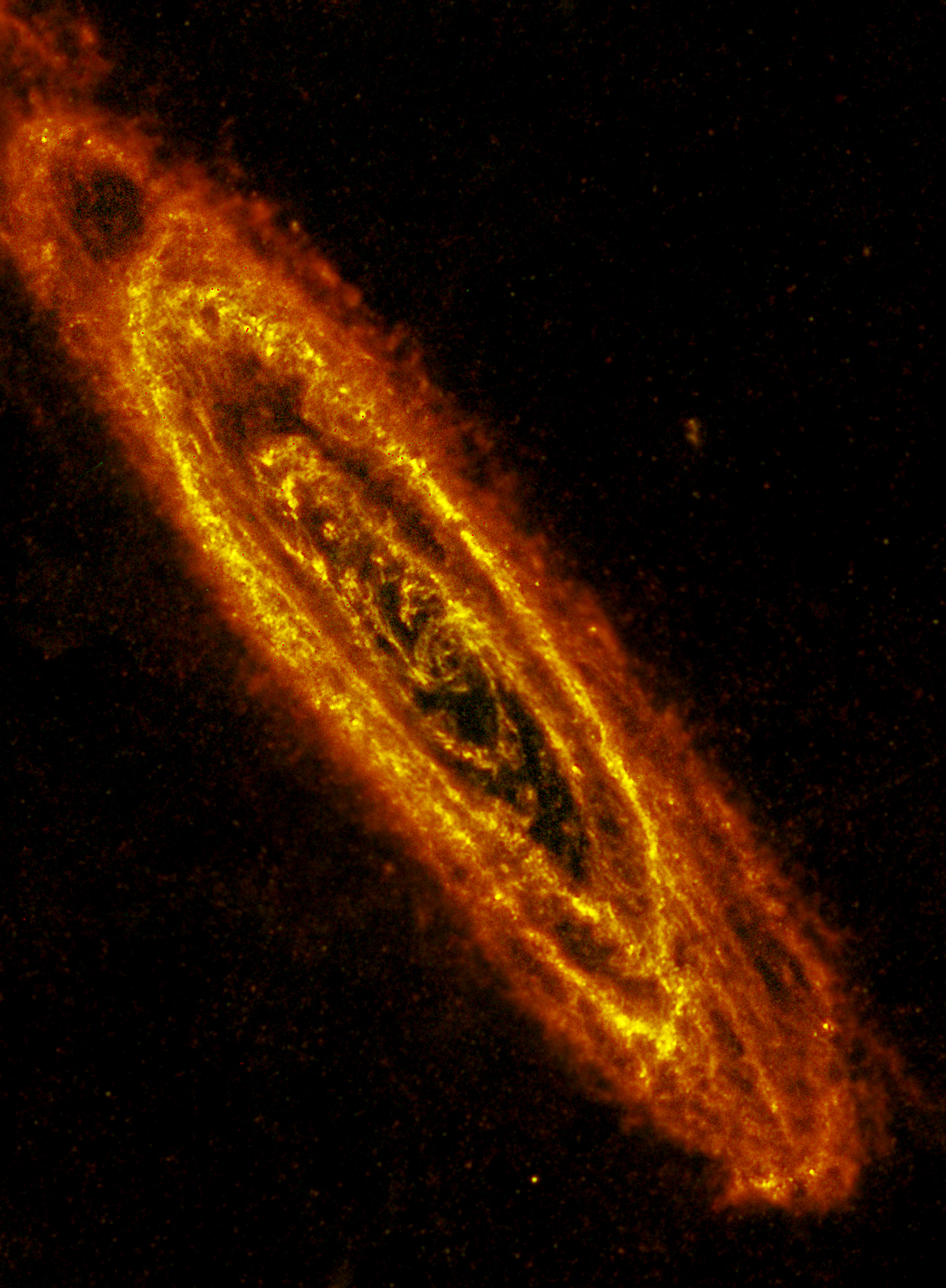
Изображение галактики Андромеды, полученное космической обсерваторией «Гершель».

Телескоп предназначен для изучения инфракрасной части излучения от объектов в Солнечной системе, в Млечном пути, а также от внегалактических объектов, находящихся в миллиардах световых лет от Земли (например, новорождённых галактик). Также предполагались исследования по следующим темам:
- формирование и развитие галактик в ранней вселенной;
- образование звёзд и их взаимодействие с межзвёздной средой;
- химический состав атмосфер и поверхности тел Солнечной системы, включая планеты, кометы и спутники планет.

## Завершение миссии
29 апреля 2013 года, во время сеанса связи с «Гершелем» с помощью станции дальней космической связи в западной Австралии, учёные получили данные о том, что запас жидкого гелия, необходимого для охлаждения инфракрасной ПЗС-матрицы (2300 литров), который четыре года медленно испарялся, удерживая температуру камер на уровне 271 градус Цельсия ниже нуля, закончился.
Специалисты ЕКА рассматривали две возможности: отправить «Гершель» на гелиоцентрическую орбиту, где он не встретится с Землёй ещё несколько сотен лет, или разбить его о лунную поверхность. Последний вариант был бы повторением эксперимента, проведённого с аппаратом LCROSS и разгонным блоком «Центавр», которые специально разбили о лунную поверхность в районе южного полюса. В результате падения поднялся бы шлейф газа и обломков, который позволил бы получить новые данные о составе поверхности Луны в области вечной тени, и в частности, определить наличие там воды и других летучих веществ. Этот проект прорабатывался группой из 30 учёных, работу которых координировал Нил Боулз (Neil Bowles) из Оксфордского университета. В ноябре 2012 года планировалось начать выбирать возможные места для удара, но в итоге было выбрано первое решение (перевод на гелиоцентрическую орбиту), как более дешёвое.
17 июня 2013 года «Гершель» официально завершил свою научную миссию. Инженеры получили информацию о том, что обсерватория исчерпала большую часть своего топлива, и в 16:25 по московскому времени «Гершель» получил свою последнюю команду, после которой был выведен на орбиту вокруг Солнца, на которой он останется навсегда.